# Alexej Ovčinin
Alexej Nikolajevič Ovčinin (rusky Алексей Николаевич Овчинин, * 28. září 1971 Rybinsk, Jaroslavská oblast, RSFSR, SSSR) je ruský vojenský pilot a od října 2006 kosmonaut, 544. člověk ve vesmíru. První kosmický let na Mezinárodní vesmírnou stanici (ISS) prožil jako člen Expedice 47 a 48 v období od března do září 2016. V říjnu 2018 absolvoval neúspěšný start Sojuzu MS-10 k ISS; a tak podruhé na ISS pracoval v rámci Expedice 59/60 až mezi březnem a říjnem 2019. Na ISS pobýval od září 2024 do dubna 2025 i při svém třetím letu v Sojuzu MS-26. 

## Vzdělání a vojenská kariéra
Alexej Ovčinin pochází ze severoruského města Rybinsk, po střední škole byl přijat ke studiu na Borisoglebskou vojenskou vysokou leteckou školu (Борисоглебское высшее военное авиационное училище летчиков), po dvou letech přešel na letecku školu do Jejska (Ейское высшее военное авиационное училище летчиков), které absolvoval roku 1992. Poté zůstal v Jejsku jako instruktor ve školním leteckém pluku. Od roku 1998 sloužil jako letec-instruktor a později velitel roje ve školním leteckém pluku Krasnodarského vojenského leteckého institutu (Краснодарский военный авиационный институт). Od září 2003 působil ve stejné funkci u leteckého pluku zvláštního určení při Středisku přípravy kosmonautů ve Hvězdném městečku. Během své kariéry nalétal na letadlech Jak-52 a L-39 Albatros přes 1300 hodin.

## Kosmonaut

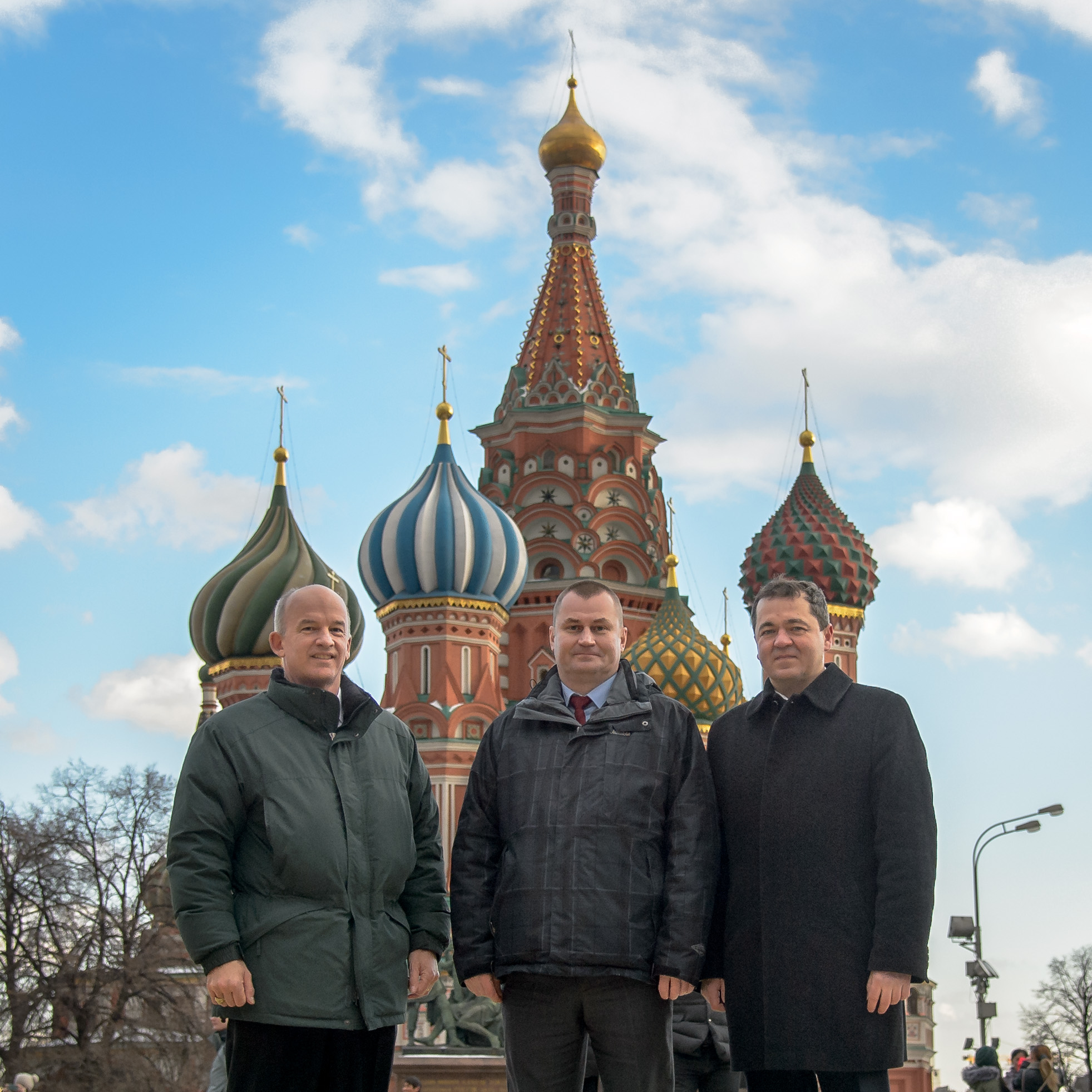
Posádka Sojuzu TMA-20M, zleva Jeffrey Williams, Alexej Ovčinin a Oleg Skripočka, v Moskvě na Rudém náměstí před chrámem Vasila Blaženého

Přihlásil se k výběru kosmonautů a 11. října 2006 získal doporučení Státní meziresortní komise k zařazení do oddílu kosmonautů CPK. Dvouletou všeobecnou kosmickou přípravu zahájil v únoru 2007, dokončil ji po dvou letech, když slouil závěrečné zkoušky a 9. června 2009 získal kvalifikaci „zkušební kosmonaut“.

### 1. kosmický let – Sojuz TMA-20M
V lednu 2014 byl jmenován členem Expedice 47 a 48 na Mezinárodní vesmírnou stanici (ISS) a velitelem lodi Sojuz MS-01 (v listopadu 2015 zaměněným za Sojuz TMA-20M) se startem plánovaným na březen 2016. Jeho druhy v posádce se stali zkušení Oleg Skripočka a Jeffrey Williams. Paralelně byl velitelem záložní posádky pro Sojuz TMA-16M, startující v březnu 2015.
Do vesmíru vzlétl v Sojuzu ТМА-20М 18. března 2016 ve 21:26 UTC, trojice kosmonautů zamířila k ISS. Na stanici pracoval ve funkci palubního inženýra necelých šest měsíců, 7. září 2016 se ve stejné sestavě posádka Sojuzu TMA-20M vrátila na Zem. Jejich let trval 172 dní, 3 hodiny, 47 minut a 15 sekund.

### Nepodařený start
V dubnu 2017 byl zařazen do posádky Sojuzu MS-10 s Nikolajem Tichonovem a Nickem Hague (start v říjnu 2018, jako členové Expedice 57/58) a současně s Nickem Hague působil v záloze pro Sojuz MS-08. V dubnu 2018 z posádky vypadl Tichonov.
Start Sojuzu MS-10 proběhl 11. října 2018 v 08:40 UTC. Ve 119 sekundě letu neproběhlo správně oddělení bloků prvního stupně a došlo k poškození druhého stupně, jehož motor se havarijně vypnul. Přistávací modul Sojuzu MS-10 se oddělil od zbytku lodi a rakety a přistál na padácích, Během 19 a 40 sekund letu kosmonauti vystoupali do výšky 93 km, prožili přetížení 6 G; havárii přestáli bez zranění.

### 2. kosmický let – Sojuz MS-12
V prosinci 2018 byli Ovčinin a Hague náhradou zařazeni do Expedice 59/60 se startem v březnu 2019 v Sojuzu MS-12. Do vesmíru vzlétli 14. března 2019 ještě s Christinou Kochovou, tentokrát bez problému, spojili se se stanicí ISS a připojili se k její posádce. Ovčinin pracoval ve funkci palubního inženýra Expedice 59 a velitele Expedice 60, provedl jeden výstup do vesmíru. Přistál v Sojuzu MS-12 s Haguem a krátkodobým návštěvníkem Hazzá Al-Mansúrím 3. října 2019.

### 3. kosmický let – Sojuz MS-26
Počátkem února 2022 Středisko přípravy kosmonautů zveřejnilo přehled posádek ve výcviku Expedice 67 až 72 s plánovaným zahájením od jara 2022 do podzimu 2024. Ovčini byl zařazen jako velitel Sojuzu pro Expedici 71, ale poté, co oddíl kosmonautů v dubnu 2022 opustil Alexandr Skvorcov, posunul se Ovčinin na jeho uvolněné místo velitele hlavní posádky pro Expedici 70. Při velkých změnách programu letů kvůli úniku chladiva ze Sojuzu MS-22 na konci roku (a nutnosti vyslat pro jeho posádku prázdný Soujzu MS-23) se Ovčinin v plánu posunul na pozici velitele hlavní posádky pro Expedicí 72, na němž už vydržel až do startu 11. září 2024. V Sojuzu MS-26 odstartoval společně s ruským kolegou Ivanem Vagnerem a americkým astroanutem Donaldem Pettitem.
Během letu se vydal na svůj již druhý výstup do voleného prostoru. S Ivanem Vagnerem 19. prosince 2024 především nainstalovali rentgenový spektrometr určený ke tříletému periodickému sledování celkem 84 procent nebeské sféry. Společně s časem na plnění dalších úkolů strávili ve vesmírném vakuu 7 hodin a 17 minut mezi 16:36 a 22:53 UTC a Ovčinin tak zvýšil celkovou dobu pobytu mimo bezpečí stanice na 13 hodin a 18 minut.
7. března 2025 převzal od americké astroanutky Sunity Williamsové symbolický klíč od stanice a stal se tak podruhé v kariéře velitelem ISS.
Odletět s Vagnerem a Pettitem ze stanice a přistát na Zemi měl Ovčinin podle původních plánů 1. dubna 2025, jejich návrat byl ale odložen na 20. dubna 2025 poté, co NASA odložila start mise SpaceX Crew-10 na přelom března a dubna 2025  Tak se i stalo – všichni tři společně přistáli 20. dubna v 01:20:44 UTC, 147 kilometrů jihovýchodně od kazašského města Žezkazgan.

## Osobní život
Alexej Ovčinin je ženatý, má dceru a syna.

## Vyznamenání
- Hrdina Ruské federace (10. září 2017),[1]
- Letec-kosmonaut Ruské federace (10. září 2017),[1]
- Řád za zásluhy o vlast, IV. stupně (8. srpna 2022).